# 小弗勒内勒
小弗勒内勒（法語：Frenelle-la-Petite，法語發音：[fʁənɛl la pətit] ⓘ）是法国大東部大區孚日省的一个市镇，与小弗勒内勒相邻，属于讷沙托区。

## 地理
小弗勒内勒（48°21'1"N, 6°3'50"E）面积3.49 平方千米，位于法国大東部大區孚日省，该省份为法国东北部内陆省份，北起默兹省和默尔特-摩泽尔省，西接上马恩省，南至上索恩省和贝尔福地区省，东临上莱茵省和下莱茵省。
与小弗勒内勒接壤的市镇（或旧市镇、城区）包括：瑞万库尔、奥埃勒维尔、皮济约、桑图瓦地区弗赖讷、布莱默雷、大弗勒内勒。

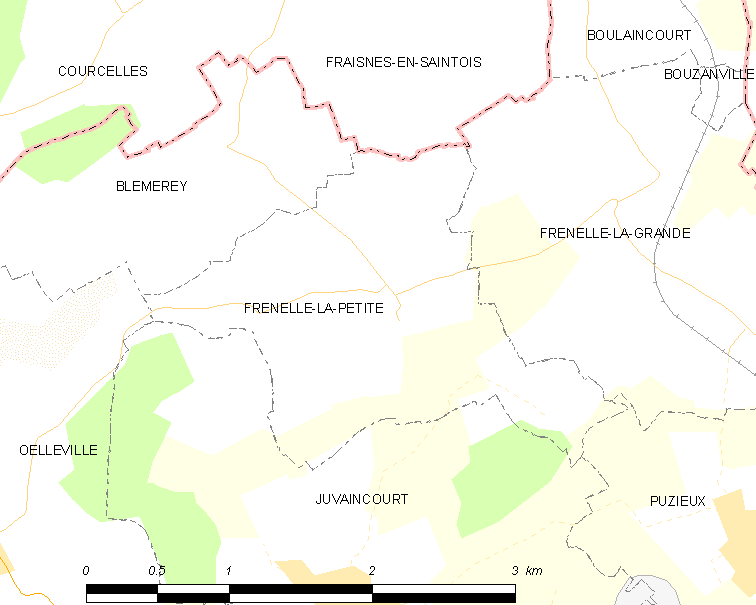
小弗勒内勒的OSM定位图

小弗勒内勒的时区为UTC+01:00、UTC+02:00（夏令时）。

## 行政
小弗勒内勒的邮政编码为88500，INSEE市镇编码为88186。

## 政治
小弗勒内勒所属的省级选区为米尔库尔县。

## 人口

1962-2008年间小弗勒内勒人口变化图示

小弗勒内勒于2022年1月1日时的人口数量为47人。